# Sankt Vith
Sankt Vith (francouzsky: Saint-Vith) je belgické město ve Valonském regionu v provincii Lutych. Město má přibližně 9 637 obyvatel (2016). Leží ve vrchovině Eifel a patří k Německojazyčnému společenství Belgie.

## Historie
Město je pojmenováno podle svatého Víta. V roce 836 je zmiňována místní svatovítská kaple, městská práva získalo v roce 1350. Náleželo k Lucemburskému vévodství a Pruskému království, k Belgii bylo připojeno po první světové válce. Město bylo těžce poškozeno za bitvy v Ardenách, zdejší boje popsal Micha'el Oren v románu Reunion. Zničený farní kostel byl obnoven v novorománském slohu a vysvěcen roku 1959. Významnou památkou je věž Büchelturm ze čtrnáctého století, která je jediným pozůstatkem městských hradeb.
Narodili se zde ekonom Silvio Gesell a automobilový závodník Thierry Neuville.

## Městské části
Od 1. ledna 1977 se město Sankt Vith skládá z těchto částí (bývalých obcí):
- Sankt Vith
- Recht
- Schoenberg
- Lommersweiler
- Crombach

## Partnerská města
- Kerpen, Německo (od roku 1975)
- Teiuș, Rumunsko